# جين إيكوما
جين إيكوما (باليابانية: 生駒仁) هو لاعب كرة قدم ياباني في مركز الدفاع، ولد في 1 يوليو 1999 في كاغوشيما في اليابان. لعب مع يوكوهاما إف مارينوس.

## وصلات خارجية
- جين إيكوما على موقع رابطة كرة القدم اليابانية للمحترفين (اليابانية)
- جين إيكوما على موقع قاعدة بيانات كرة القدم.إي يو (الإنجليزية)
- جين إيكوما على موقع Soccerway.com (الإنجليزية)
- جين إيكوما على موقع عالم كرة القدم.نت (الإنجليزية)